# 서하 김씨
서하 김씨(西河金氏)는 황해남도 송화군을 본관으로 하는 한국의 성씨이다.
시조 김맹성(金孟性)은 해평 김씨의 시조인 김훤술(金萱述)의 후손으로, 조선에서 이조정랑을 지냈다.

## 참고 자료
- “서하김씨(西河金氏)”. 뿌리를 찾아서.[깨진 링크(과거 내용 찾기)]